# Daylesford, Victoria
Daylesford är en ort i Australien. Den ligger i kommunen Hepburn och delstaten Victoria, omkring 89 kilometer nordväst om delstatshuvudstaden Melbourne. Antalet invånare är 3 073.
Runt Daylesford är det glesbefolkat, med 10 invånare per kvadratkilometer.. Daylesford är det största samhället i trakten.
I omgivningarna runt Daylesford växer i huvudsak städsegrön lövskog. Genomsnittlig årsnederbörd är 782 millimeter. Den regnigaste månaden är juli, med i genomsnitt 92 mm nederbörd, och den torraste är januari, med 22 mm nederbörd.